# 道の駅おおた
道の駅おおた（みちのえき おおた）は、群馬県太田市にある国道17号上武道路の道の駅である。
2011年（平成23年）に道の駅に登録された。

## 施設
- 駐車場（普通車126台、大型車40台、身体障害専用4台）
- 物産館
- 観光交流コーナー
- トイレ（男13、女15、身体障害者2）

## 道路
- 国道17号上武道路

## 周辺
- 太田市尾島庁舎
- 尾島第二工業団地